# Стародуб, Юрий Петрович
Ю́рий Петро́вич Староду́б (род. 20 марта 1953, Хабаровск) — советский и украинский математик, геофизик, действительный член Украинской нефтегазовой Академии.

## Биографические сведения
Юрий Стародуб родился 20 марта 1953 в г. Хабаровск. Учился на физическом факультете Львовского государственного университета им. И.Франко. Диплом с отличием об окончании университета получил в 1975 г.

## Научная деятельность
С 1975 года работал в Национальной Академии наук Украины (Институт прикладных проблем механики и математики им. Я. С. Подстригача АН Украины, 1975-1991; Института геофизики им. С.И. Субботина (ИГФ) НАН Украины, 1991-2009). Диссертацию на соискание учёной степени кандидата физико-математических наук защитил в 1984 г. в Отделе вычислительной геофизики Института физики Земли им. О. Ю. Шмидта, Москва. В 2002 году защитил диссертацию на соискание учёной степени доктора физико-математических наук на тему «Математическое моделирование в динамических задачах сейсмики для изучения строения земной коры» в ИГФ НАН Украины. Четверо молодых учёных защитили кандидатские диссертации в научной группе (у трёх сотрудников − был научным руководителем).
Работает заведующим отдела методики и технологии геофизических исследований Дочернего предприятия «Науканефтегаз» национальной акционарной компании «Нефтегаз Украины».
Разработал, апробировал и защитил в докторской диссертации матрично-конечноэлементный метод математического моделирования волновых полей для решения таких задач: сейсмология, сейсморазведка и сейсмическая инженерия. Провёл исследования напряженно-деформированного состояния, распространения сейсмических волн через пересечения земной коры в направлении Карпатских геотраверсов, под Чернобыльской атомной станцией, на нефтяных месторождениях.
Стародуб Юрий Петрович − автор 5 монографий (из них 2 компьютерных), имеет 80 научных публикаций. С 2002 г. − член общества геофизиков исследователей — SEG (Society of Exploration Geophysicists, ID 144655), с 2002 − американского инженерного общества, секция (UESA), с 2003 − Украинского геологического общества. В 2004 г. избран членом-корреспондентом Украинской нефтегазовой Академии, в 2007 г. избран действительным членом этой академии. В 2007 г. включён в список «Выдающиеся учёные 21 века» («Outstanding scientists of the 21st Century»), Международный биографический центр, Кембридж, Великобритания.

## Педагогический стаж
Педагогический стаж в высших учебных заведениях 3-4 аккредитации — 9 лет. В 2008 избран профессором Учёным Советом ИГФ НАН Украины.

## Избранные публикации
1. Стародуб Ю. Н. Прямая динамическая задача сейсмики для изучения строения земной коры. — Львов: Мир, 1998. — 164 c.
2. Стародуб Ю. Н. Обратная динамическая задача сейсмики для изучения строения земной коры. — Львов: Мир, 1998. — 112 c.
3. Стародуб Ю. Н. Математическое моделирование сейсмических волн в слоистой и неоднородной земле // Математическое моделирование в сейсморазведке. — К.: Наук. Мысль, 1985. — С. 125-182.
4. Стародуб Ю. Н. Структура поля механических волн на свободной границе горизонтально-слоистого локально-неоднородного неидеально-упругого полу-пространства // Докл. АН УССР. Сэр. А. — 1986. — № 6. — С. 43-47.
5. Стародуб Ю. Н. Волновое уравнение для изучения напряжений в разломной зоне. // Вестник Львов.университету. Сэр. прим. матем. и информ. — 2000. — N2. — С. 163-168.
6. Кендзера А. В., Роман А. А., Стародуб Г. Г., Стародуб Ю. П., Исичко Бы. С., Илиеш И. И. В способе получения частотных характеристик среды при построении расчетных акселерограмм методом пересчёта // Вопросы инженерной сейсмологии. — в 1987. — № 28. — С. 200-205.
7. Кендзера А. В., Стародуб Г. Г., Стародуб Ю. П. О методике изучения строения земной коры по записям волн от удалённых землетрясений // Глубинное строение земной коры и верхней мантии Украины. — К.: Наук. мнение. — 1988. — С. 106-111.
8. Вербицкий Т. С., Стародуб Ю. П., Брыч Т. Б. Изучение распределения напряжений, деформаций и перемещений в массиве горных пород с цилиндрической неоднородностью // Геофиз. журн. — 1988. — Т. 10, № 6. — С. 36-43.
9. Стародуб Ю. П., Гнып А. Г. Уточнение строения среды в районах расположения сейсмостанций Карпатского региона на математической модели поля объёмных сейсмических волн // Сейсмологические исследования (результаты исследований по международным геофизическим проектам). — М.: Междуведомственный геофизический комитет . — в 1989. — № 11. — C. 25-33.
10. Starodub G., Gnyp A. Automatical correction of the medium model structure under the West Ukraine seismostations // Proceedings 4th Int. Analysis of Seismicity and Seismic Risk Symp. — в 1989. — Vol. 1. — P. 231-236.
11. Starodub G., Gnyp A. The medium structure specification under the «Uszhorod» seismostation based on the solution of the inverse dynamic problem of seismology // Bulgarian Geophys. Journal. — в 1989. — Vol. 14, N4. — P. 41-46.
12. Стародуб Ю. П., Гнып А. Г. Методика определения строения среды под сейсмостанциями на основе решения двухмерной обратной задачи сейсмологии для объёмных волн // Геодинамика и сейсмопрогностические исследования на Украине. — К.: Наук. Мнение. — 1992. — C. 80 — 86.
13. Стародуб Ю. П., Стародуб Г. Г., Гнып А. Г., Кендзера А. В., Капитанова С. А. Выбор модели строения земной коры под сейсмической станцией «Ужгород» // Геодинамика и сейсмопрогностические исследования на Украине. — К.: Наук. Мнение. — 1992. — C. 162-170.
14. Starodub G., Gnyp A. An inversion method to determine the crustal structure at the East Carpathian seismic network stations using P-wave seismograms // Proceedings European Seismological Commission XXIII General Assembly. — 1992. — Vol. 1. — P. 151-154.
15. Starodub G., Brych T. East Carpathian crust structure exploration by the finite element method // Proceedings European Seismological Commission XXIV General Assembly. — 1994. — Vol. 2. — P. 600-609.
16. Starodub G., Brych T. Investigation by the finite element method of stress-strain state of the Transcarpathian crust // Acta Geophysica Polonica. — 1995. — Vol. 18, № 4. — P. 303-312.
17. Sapuszhak Y. S., Starodub G. P., Verbytsky T. Z., Kuznetsova V. G., Maksymchuk V. Y., Bilinsky A. I., Brych T. B., Gnyp A. R. Exploration of structure peculiariries and geodynamics of the Carpathian zone on the territory Ukraine // Przeglad Geologiczny. — 1997. — Vol. 45. — Г.1101-1102.
18. Стародуб Ю. П., Брыч Т. Б. Моделирование волновых полей в сейсмогеологіч-ных разрезах нефтяных месторождений комбинированным матрично-скінченоелементним методом // Геофиз. журн. — 1998. — № 6. — C. 63-70.
19. Starodub G., Gnyp A. Models of the earth's crust structure определено from inversion of farfield P-waveforms // Acta Geophysica Polonica. — 1999. — Vol. XLVII, № 4. — P. 375-400.
20. Starodub G. P., Kendzera A. V., Brych T. B., Pronishin R. S., Starodub H. R. Exploration of litosphere structure and geodynamics for the Carpathian region of Ukraine // Biul.Panst. In-tu Geol., Warszawa. — 1999. — № 387. — Г.183-184.
21. Starodub G. P., Kendzera A. V., Brych T. B., Bodlak P. M., StarodubH.R. Interpretation of the wave field modeled in the Ukrainian Carpathian region cross-sections // Romanian Geophysics. — 2000. — Vol. 7, Suppl.1 — Р. 334-337.
22. Starodub G. P., Kendzera A. V., Starodub H. R. Investigation of the Pannonian-Carpathian Zone Utilising Seismological Data // Contributions to Geophysics & Geodesy. — 2000. — Vol. 30, № 4. — P. 283-298.
23. Sapuszhak J., Sapuszhak O., Starodub G., Syrojeszhko O. The Basis of Expert System for the Estimation of Geodynamical Processes Activity Due to Geophysical Data // Bull. Panst. In-tu Geol., Warszawa. — 2001. — № 396. — P. 136-137.
24. Starodub G., Kendzera A., Brych T., Bodlak P., Starodub H. Wave Field Modelling and Spatial Analysis of Structure Sediments In The Carpathian Region // Bull. Panst. In-tu Geol., Warszawa. — 2001. — № 396. — P. 145-146.
25. Стародуб Ю. Н. Математическое моделирование динамических задач сейсмики для учения строения земной коры. Прямая задача. Т.1. — Львов: Научная библиотека им. В. Стефаника НАН Украины, 1996. — 172 c.
26. Стародуб Ю. Н. Математическое моделирование динамических задач сейсмики для изучения строения земной коры. Обратная задача. Т.2. — Львов: Научная библиотека им. В. Стефаника НАН Украины, 1996. — 106 c.
27. Починайко Г. С., Стародуб Ю. П., Худобяк А. Б. Методика оценки коллекторских параметров отложений по данным сейсморазведки и решения прямой-обратной задач сейсмики. — Львов, 1986. — 27 сек. Деп. в ВИНИТЬ 7.01.86 г., № 152-В86.
28. Стародуб Ю. Н. Исследование прогнозных показателей залежей угле-водородов на основе анализа теоретических сейсмограмм // Препринт ИППММ АН УССР. — в 1987. — № 4. — 38с.
29. Стародуб Ю. П., Брыч Т. Б., Гнып А. Г. Комплексирование МКЭ и матричного метода динамической теории распространения сейсмических волн в задаче уточнения строения среды под сейсмическими станциями // Матер. 12 конф. молод. учёных ИППММ АН УССР (21-23 октября 1987). — Львов: (Деп. в ВИНИТИ № 6308-В88), 1988. — 3 c.
30. Стародуб Ю. П., Вербицкий Т. С., Брыч Т. Б., Трусов Л. Л., Минченков Н. Н. Опробование методики решения прямой динамической задачи сейсморозведки на Покачевском и Родниковом месторождениях Западной Сибири: Препр. / АН Украины. ИППММ АН УССР; 15-88. — Львов: 1988. — 24 c.
31. Стародуб Ю. П., Гнип А. Г. Метод определения строения земной коры под сейсмостанціями Восточных Карпат путём вращения сейсмограм Р-волн: Препр. / АН Украины. ИППММ АН Украины; 17-93. — Львов: 1993. — C. 41-44.
32. Стародуб Ю. П., Брыч Т. Б. Исследование глубинного строения и сейсмоактивных разломов земной коры на основе математического моделирования: Препр. / АН Украины. КВ ИГФ НАНУ; № 2. — Львов: 1995. — 38 сек.
33. Сапужак Я. С., Кендзера О. С., Стародуб Ю. П., Сапужак А. Я. Система оценки эко-опасности народно-хозяйственных объектов // Y Международный научно-технический симпозиум Геоинформационный мониторинг окружающей среды — GPS и GIS — технологии. — Алушта (Крым). — 2000. — С. 77 — 80.
34. Starodub G., Gnyp A. Models of the earth's crust structure in the East Carpathian region inferred from inversion of teleseismic P waveforms // Annales Geophysicae. — 1996. — Vol. 14, № 1. — P. C68.
35. Starodub G. P., Sapuszhak Y. S., Kendzera A. V., Maksymchuk V. Yu., Gnyp A. R. Exploration of the structure peculiarities and geodynamics of the Ukrainian Carpathian system // Terra Nova. — 1997. — Vol. 9, № 1. — P. 159.
36. Kuzmenko E., Starodub G., Brych T., Anikeyev S., Bilichenko V., Bodlak P., Cheban V., Tregubenko V. Geophysical Data Complex as the Base of Imaging of the Mechanical-Geological Internal Structure of the Ukrainian Carpathians // Carpathian-Balkan Geological Assocation XVI Congress. — Vienna (Austria) . — 1998. — P. 327.
37. Юрий Стародуб «Управление проектом изучение влияния упруго-динамических эффектов на земную кору под атомными электростанциями».ЛГУ БЖД и ИГФ НАН Украины . 2013 г.